# Nemorilla morosa
Nemorilla morosa är en tvåvingeart som först beskrevs av Robineau-desvoidy 1863.  Nemorilla morosa ingår i släktet Nemorilla och familjen parasitflugor.
Artens utbredningsområde är Frankrike. Inga underarter finns listade i Catalogue of Life.